# Seymour Bathurst, VII conde Bathurst
Seymour Henry Bathurst, VII conde Bathurst, CMG, TD, JP, DL (21 de julio de 1864 - 21 de septiembre de 1943) fue un noble británico, soldado y propietario de un periódico.

## Familia y educación
Bathurst era hijo de Allen Bathurst, VI conde de Bathurst y Meriel Leicester Warren. Sus abuelos maternos fueron George Warren, segundo barón de Tabley y su esposa Catharina Barbara de Salis-Saglio. Fue educado en Eton y Christ Church, Oxford.

## Carrera militar
Bathurst siguió a su padre en el 4º Batallón a tiempo parcial del Regimiento de Gloucestershire (Royal North Gloucestershire Militia), y fue ascendido a comandar el batallón con el rango de teniente coronel el 2 de marzo de 1898. Su hermano menor Allen "Benjamin" Bathurst también sirvió en el regimiento. El batallón de Gloucestershire fue encargado para realizar el servicio a tiempo completo desde el 11 de enero de 1900 hasta el 27 de julio de 1901 durante la segunda guerra bóer, sirviendo en la isla de Santa Elena vigilando a los prisioneros bóeres. En reconocimiento a sus servicios, Bathurst fue nombrado Compañero de la Orden de San Miguel y San Jorge (CMG) en la lista de Honores de Sudáfrica publicada el 26 de junio de 1902.
El conde Bathurst se retiró del 4º Regimiento de Gloucestershire el 2 de marzo de 1908, pero el 22 de septiembre de ese año fue nombrado coronel honorario de los 5º y 1º Batallón, Regimiento de Gloucestershire, un batallón en la nueva Fuerza Territorial, en la cual su hermano Benjamín acababa de ser nombrado comandante en jefe. Mantuvo el cargo hasta 1933. También fue presidente de la Asociación Territorial de Gloucestershire y fue galardonado con la Condecoración Territorial (TD).

## Matrimonio y familia

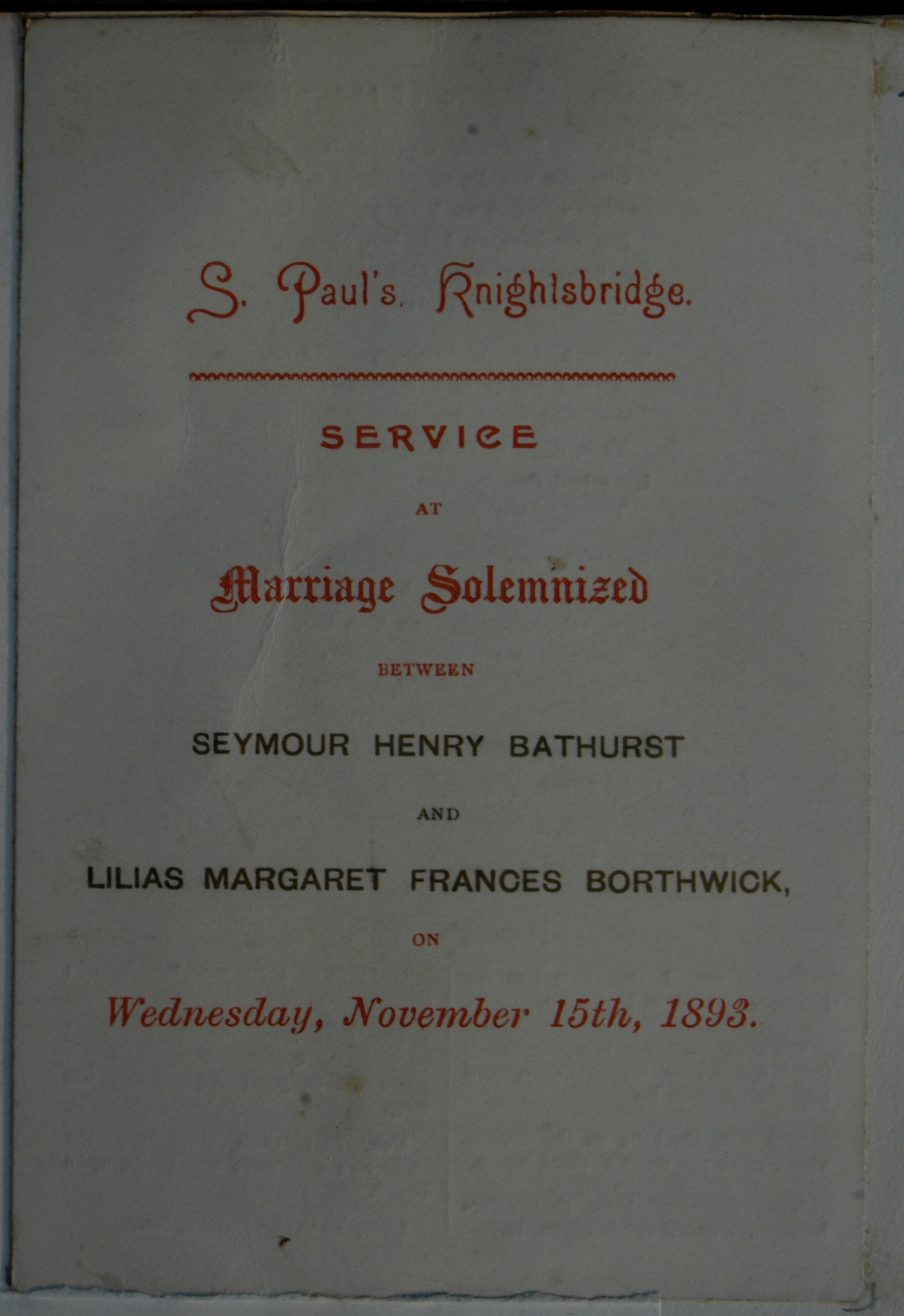
Servicio de Solemnización Matrimonial para SH Bathurst y LMF Borthwick, 15 de noviembre de 1893, Knightsbridge.

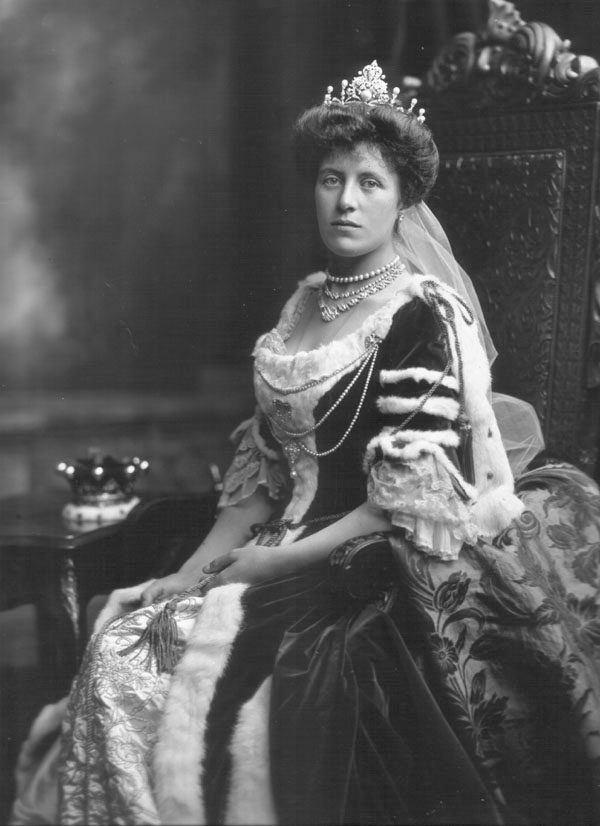
Condesa de Bathurst, fotografiada el 24 de septiembre de 1902.

El 15 de noviembre de 1893, Bathurst se casó con Lilias Margaret Frances Borthwick, única hija de Algernon Borthwick, primer barón Glenesk, dueño del The Morning Post y su esposa Alice Beatrice Lister, hija del novelista Thomas Henry Lister y su esposa Maria. Tuvieron cuatro hijos:
- Lady Meriel Olivia Bathurst (3 de septiembre de 1894 - 18 de enero de 1936). Se casó con el capitán Lord Alastair Mungo Graham, hijo de Douglas Graham, quinto duque de Montrose.
- Teniente Coronel Allen Bathurst, Lord Apsley (3 de agosto de 1895 - muerto en servicio el 17 de diciembre de 1942) caído en la Segunda Guerra Mundial.
- Hon. William Ralph Seymour Bathurst (21 de septiembre de 1903 - 10 de septiembre de 1970). Se casó con Helen Winifred Heathcoat-Amory, hija del teniente coronel Harry William Ludovic Heathcote Heathcoat-Amory, de los baronets de Heathcoat-Amory.
- Hon. Ralph Henry Bathurst (26 de septiembre de 1904 - 5 de diciembre de 1965).

La condesa Lilias Road en Cirencester lleva el nombre de Lady Bathurst.

## Morning Post
Al momento de casarse, se esperaba que el The Morning Post fuera heredado por Oliver Borthwick, hermano menor de su esposa. Sin embargo, Oliver falleció antes que su padre el 23 de marzo de 1905, y la esposa de Bathurst, Lilias, se convirtió en la única heredera legal de su padre. Lord Glenesk murió el 24 de noviembre de 1908. Su patrimonio fue heredado por su única hija sobreviviente. The Morning Post fue entonces propiedad de Bathurst y su esposa. Fue bajo su propiedad, en 1920, que el periódico publicó una serie de artículos basados en los llamados Protocolos de los Sabios de Sión. Estos fueron recopilados el mismo año y publicados en Londres y Nueva York en forma de libro bajo el título de The Cause of World Unrest. Los Bathurst vendieron el periódico a un consorcio organizado por el octavo duque de Northumberland en 1924. 